# La Furia del Libro
La Furia del Libro es una feria del libro chilena enfocada en editoriales independientes que se realiza dos veces al año en Santiago.

## Historia
En 2008, el escritor chileno Galo Ghigliotto, mientras armaba una distribuidora de libros que traía de Argentina, recibió la sugerencia de hacer una feria por parte de un amigo, Gustavo Barrera: «Deberían hacer una feria y que se llamara La Furia».
La primera edición de la Furia del Libro se realizó en junio de 2009 en el desaparecido centro cultural Villavicencio 323 con la presencia de 15 ediciones y 300 asistentes. En diciembre de ese mismo año, realizaron una segunda edición en el Galpón 9 de Chucre Manzur.
En el marco del Festival de Ediciones del Centro Cultural de España, se realizó una denominada «versión intermedia» en julio de 2010.En diciembre de ese mismo año, se trasladaron al recientemente inaugurado Centro Cultural Gabriela Mistral, recibiendo 9.000 asistentes.
En octubre de 2011, la cuarta edición dedicada al escritor José Miguel Varas se realizó en la sede del Parque Forestal del Museo de Arte Contemporáneo.
Desde 2012, la Furia del Libro volvió al Centro Cultural Gabriela MIstral, convirtiéndose en su sede permanente.
Desde 2023, se realiza una versión invernal en el Centro Cultural Estación Mapocho, con más de 260 editoriales invitadas para aquel año. La edición invernal de 2025 reunió a 64 mil asistentes, según los organizadores.

## Ediciones
| Edición | Estación                                  | Fecha                                  | Lema                                     | Lugar                                    | Comuna                                                                             | Nota                       |
| ------- | ----------------------------------------- | -------------------------------------- | ---------------------------------------- | ---------------------------------------- | ---------------------------------------------------------------------------------- | -------------------------- |
| 1°      |                                           | junio de 2009                          |                                          | Centro Cultural Villavicencio 323        | Santiago                                                                           |                            |
| 2°      | diciembre de 2009                         |                                        | Galpón 9 de Chucre Manzur                | Providencia                              |                                                                                    |                            |
| 2,5     | 5 al 8 de julio de 2010                   |                                        | Centro Cultural de España                | Providencia                              | Edición especial por el 2º Festival Iberoamericano de Publicaciones Independientes |                            |
| 3°      | 17 al 19 de diciembre de 2010             |                                        | Centro Cultural Gabriela Mistral         | Santiago                                 |                                                                                    |                            |
| 4°      | 15 y 16 de octubre de 2011                |                                        | Museo de Arte Contemporáneo              | Santiago                                 |                                                                                    |                            |
| 5°      | 16 al 18 de diciembre de 2011             |                                        | Centro Cultural Gabriela Mistral         | Santiago                                 |                                                                                    |                            |
| 6°      | 14 al 16 de diciembre de 2012             |                                        | Centro Cultural Gabriela Mistral         | Santiago                                 |                                                                                    |                            |
| 7°      | 20 al 22 de diciembre de 2013             |                                        | Centro Cultural Gabriela Mistral         | Santiago                                 |                                                                                    |                            |
| 8°      | 11 al 14 de diciembre de 2014             |                                        | Centro Cultural Gabriela Mistral         | Santiago                                 |                                                                                    |                            |
| 9°      | 10 al 13 de diciembre de 2015             |                                        | Centro Cultural Gabriela Mistral         | Santiago                                 |                                                                                    |                            |
| 10°     | 1 al 4 de diciembre de 2016               |                                        | Centro Cultural Gabriela Mistral         | Santiago                                 |                                                                                    |                            |
| 11°     | 30 de noviembre al 3 de diciembre de 2017 | Ya no basta con leer                   | Centro Cultural Gabriela Mistral         | Santiago                                 |                                                                                    |                            |
| 12°     | 13 al 16 de diciembre de 2018             | La furia llegó                         | Centro Cultural Gabriela Mistral         | Santiago                                 |                                                                                    |                            |
| 13°     | 19 al 22 de diciembre de 2019             |                                        | Centro Cultural Gabriela Mistral         | Santiago                                 | Celebración de los 10 años                                                         |                            |
| 14°     | 17 al 20 de diciembre de 2020             | La Furia del Libro virtual             | Virtual debido a la pandemia de COVID-19 | Virtual debido a la pandemia de COVID-19 | Virtual debido a la pandemia de COVID-19                                           |                            |
| 15°     | 9 al 12 de diciembre de 2021              | Migrante: extranjera en su propio país | Centro Cultural Gabriela Mistral         | Santiago                                 |                                                                                    |                            |
| 16°     | 15 al 18 de diciembre de 2022             |                                        | Centro Cultural Gabriela Mistral         | Santiago                                 |                                                                                    |                            |
| 17°     | Invierno                                  | 14 al 18 de junio de 2023              |                                          | Santiago                                 | Estación Mapocho                                                                   |                            |
| 17°     | Verano                                    | 7 al 10 de diciembre de 2023           |                                          | Santiago                                 | Centro Cultural Gabriela Mistral                                                   |                            |
| 18°     | Invierno                                  | 30 de mayo al 2 de junio de 2024       |                                          | Santiago                                 | Estación Mapocho                                                                   | Celebración de los 15 años |
| 18°     | Verano                                    | 19 al 22 de diciembre de 2024          |                                          | Santiago                                 | Centro Cultural Gabriela Mistral                                                   |                            |
| 19°     | Invierno                                  | 29 de mayo al 1 de junio de 2025       |                                          | Santiago                                 | Estación Mapocho                                                                   |                            |